# Języki afrykańskie

Dystrybucja rodzin i grup językowych w Afryce

Języki afrykańskie – geograficzne określenie języków używanych na kontynencie afrykańskim, obejmujące takie grupy i rodziny językowe jak: języki afroazjatyckie, języki nigero-kongijskie (z rodziną bantu), języki nilo-saharyjskie i języki khoisan (buszmeńsko-hotentockie), niekiedy także język malgaski. Z języków objętych tą nazwą często wyklucza się jednak języki semickie, zawężając jej zakres niemal wyłącznie do języków Czarnej Afryki.
Języki zagrożone w Afryce: 

- język amba
- język argobba
- język asu
- język bafia
- język bakwiri
- język balundu
- język banen
- język bangi
- język bende
- język bira
- język boa
- język bondei
- język bubi
- język dahalik
- język dahalo
- język duala
- język duma
- język dzindza
- język eton
- język fipa
- język harari
- język kagulu
- język kaka
- język kalanga
- język kela
- język kélé
- język kerebe
- język kiamu
- język kinga
- język kota
- język kusu
- język lalia
- język langi
- język lele
- język libido
- język makaa
- język manda
- język matumbi
- język mbama
- język mbati
- język mbembe
- język mbete
- język mbo
- język mbole
- język mundani
- język myene
- język ndamba
- język ngindo
- język nkutu
- język nyabungu
- język nyali
- język nzebi
- język pangwa
- język pogoro
- język pokomo
- język pol
- język punu
- język sagala
- język sakata
- język sanaga
- język segeju
- język sira
- język soko
- język suku
- język teke
- język tende
- język tongwe
- język tsangi
- język tsogo
- język vagla
- język yela
- język yeye

Zobacz też: Języki świata